# 7908 Zwingli
7908 Zwingli eller 4192 T-1 är en asteroid i huvudbältet som upptäcktes den 26 mars 1971 av den nederländsk-amerikanske astronomen Tom Gehrels och det nederländska astronomparet Ingrid van Houten-Groeneveld och Cornelis Johannes van Houten vid Palomarobservatoriet. Den är uppkallad efter den schweiziska prästen Huldrych Zwingli.
Asteroiden har en diameter på ungefär 4 kilometer.